# Andreaea gainii
Andreaea gainii là một loài rêu trong họ Andreaeaceae. Loài này được Cardot mô tả khoa học đầu tiên năm 1911.